# Laccophilus hyalinus
Laccophilus hyalinus là một loài bọ cánh cứng trong họ Bọ nước. Loài này được De Geer miêu tả khoa học năm 1774.

## Hình ảnh

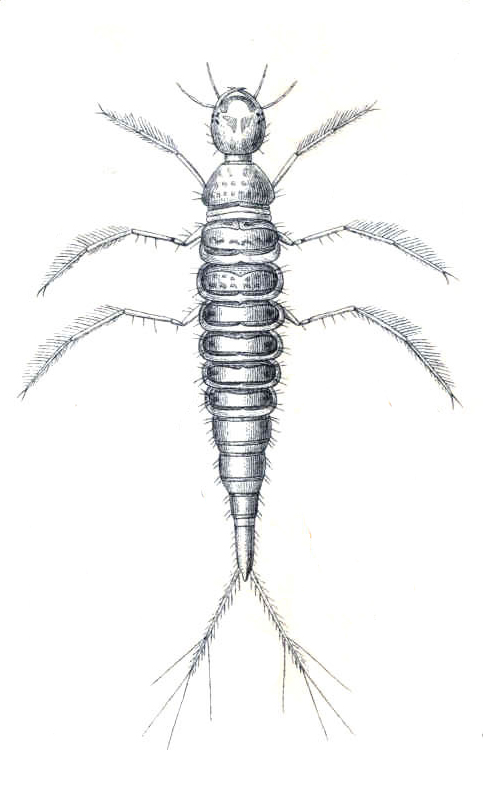
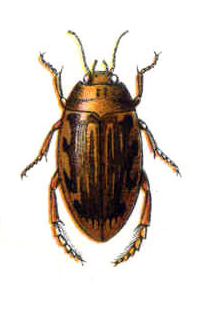
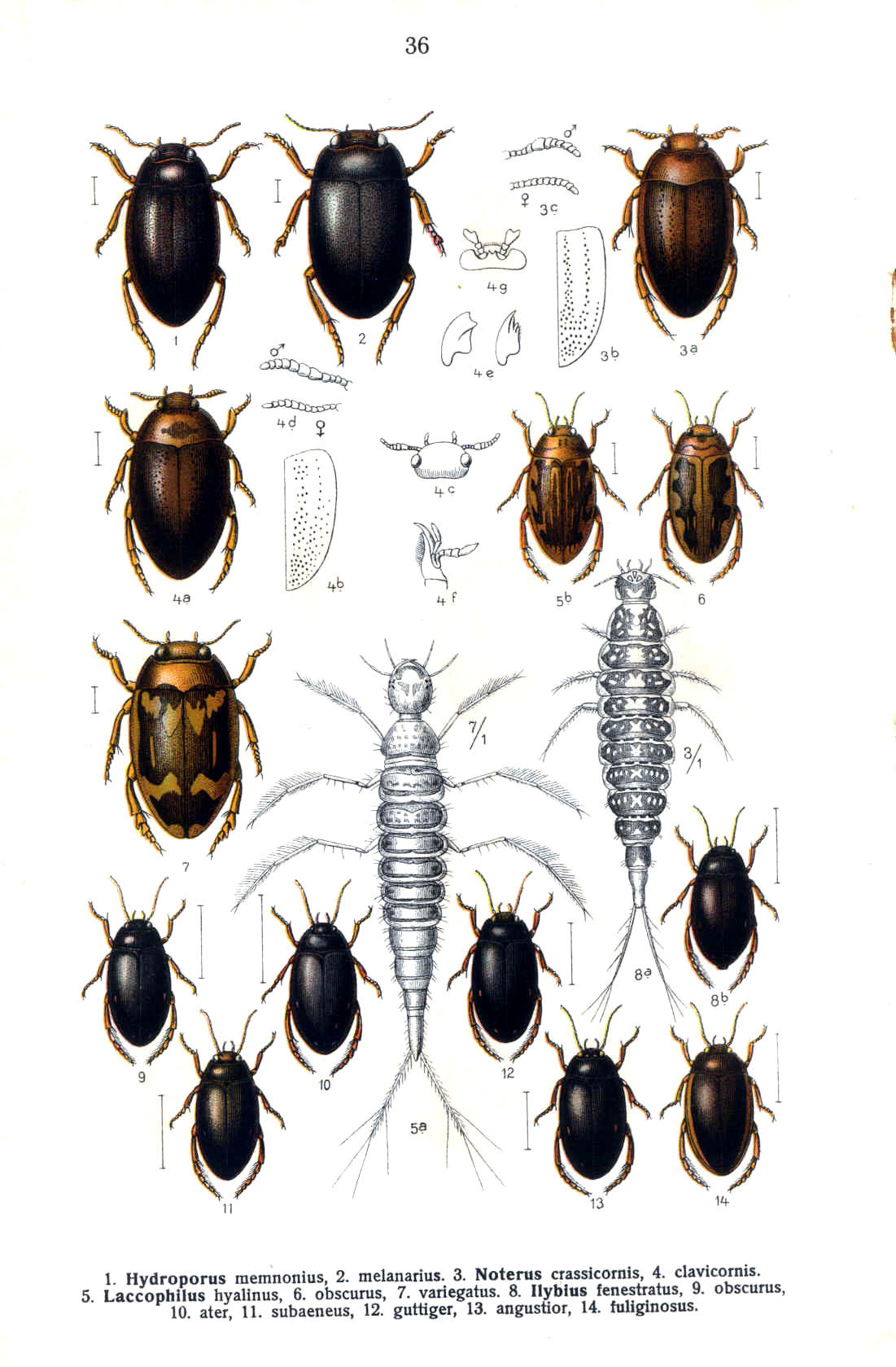